# 東西経済回廊

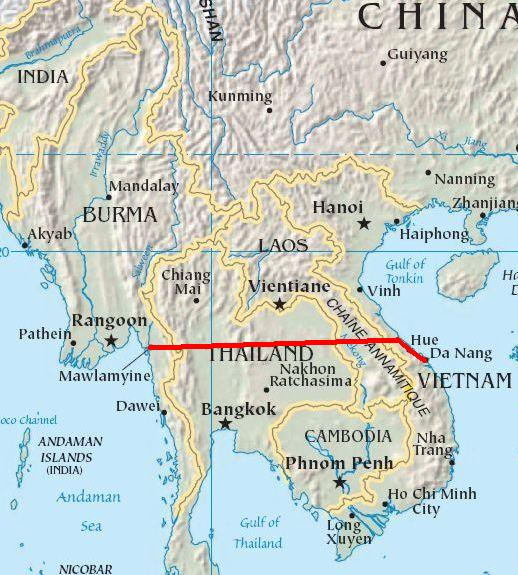
東西経済回廊

東西経済回廊（とうざいけいざいかいろう）（泰: เส้นทางยุทธศาสตร์สายเศรษฐกิจตะวันออก - ตะวันตก、ベトナム語：Hành lang kinh tế Đông - Tây / 行廊經濟東-西?、英: East-West Economic Corridor、略称: EWEC）は、1998年発足の、インドシナ半島のうちの4カ国（ミャンマー、タイ、ラオス、ベトナム）を結ぶ、全長1,450 km の道路を基盤にした経済開発計画。
2006年12月12日に開通した。

## 経由地

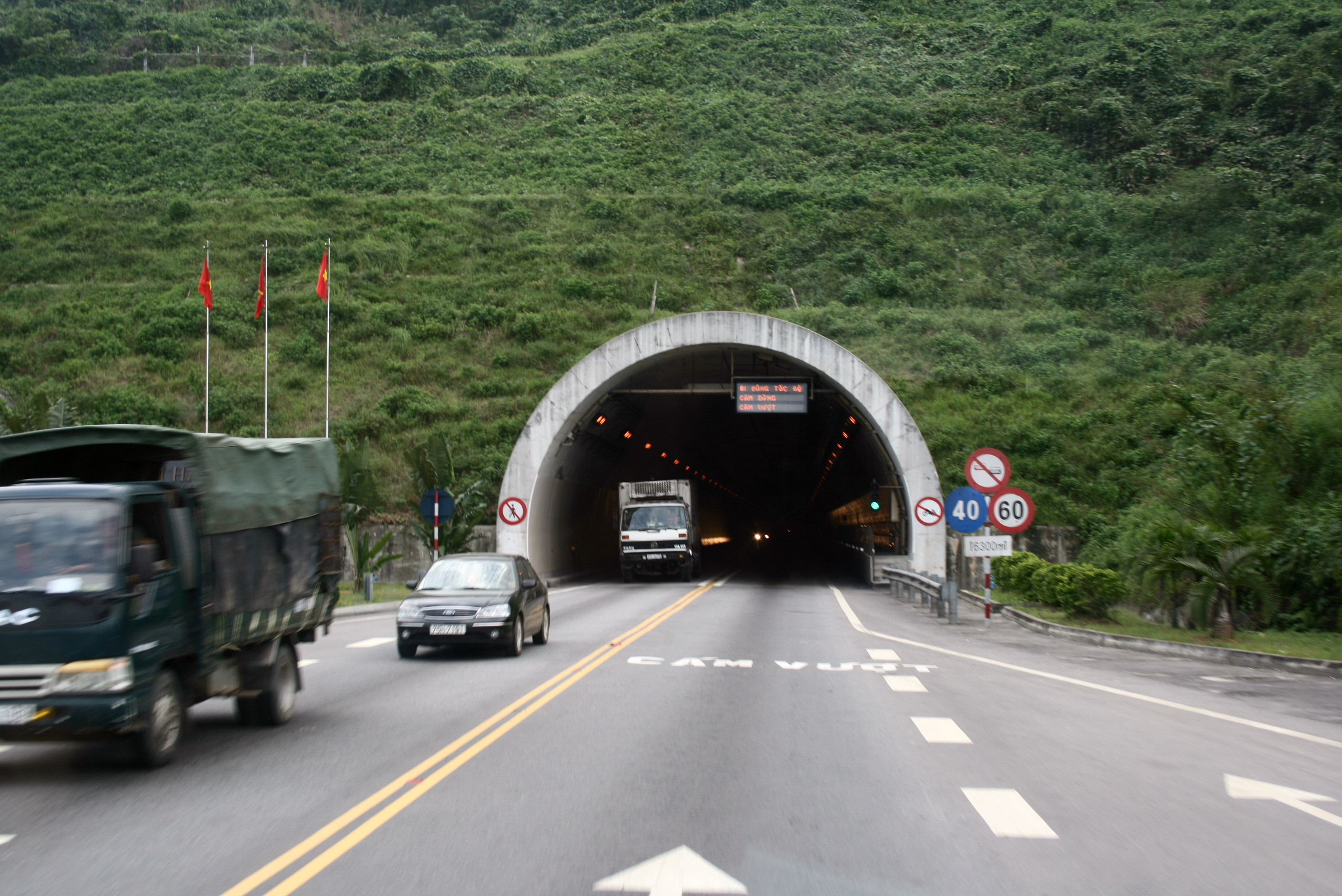
ベトナムのトンネル

### ミャンマー
- モーラミャイン - モン州 - カレン州 - ミャワディ -（タイ）

### タイ
（ミャンマー）-  メーソート郡 - ターク県 - スコータイ県 - ピッサヌローク県 - コーンケン県 - カーラシン県 - ムックダーハーン県 - ムアンムックダーハーン郡 - 第2タイ＝ラオス友好橋 -（ラオス）

### ラオス
（タイ）- カイソーン・ポムウィハーン郡 - サワンナケート県 - ダンサヴァン（Dansavan） -（ベトナム）

### ベトナム
（ラオス）- ラオバオ - クアンチ省 - トゥアティエン・フエ省 - ダナン